# TPリクエストアワー
『TPリクエストアワー』（ティーピー- ）は、NHK-FM放送で放送されたNHK前橋放送局のローカルラジオ番組である。毎週土曜の夕方3時から6時まで「FMリクエストアワー」の一つ（各都道府県・北海道の支庁単位）として放送されていた（後の『サタデーワイド』枠）。

## 概要
行宗蒼一と相川佐有里（さゆりちゃん）がパーソナリティを務めた。
番組構成は、午後3時台が洋楽リクエスト、午後4時台はアーティスト特集～TPベストテン、午後5時台が歌謡曲リクエスト。
葉書リクエストによる人気曲ベストテンのコーナー「TPベストテン」があり、他局とはまったく違ったラインナップであった。ランキング下位の曲はダイジェスト紹介で、上位3曲がフルコーラス。
ジングルは「宛先ソング」（アテソン）と番組中で命名されており、歌詞は、前橋放送局の宛先（郵便番号と所在地）だけである。ゲストに来たミュージシャンの多くがこのジングルを作って歌った。THE ALFEEのものが一番よく使用された。杉山（前橋放送局員）が自宅のシンセサイザーで作曲・演奏したあてソン、さゆりちゃんが歌うアテソンも流れていた。
行宗が山形に転勤になったことが特別プログラムである公開放送で告げられた。行宗がいなくなった後も番組は続いたが、1985年頃より始まった、首都圏県域局の独自番組の「東京リクエストアワー」への移行・統合により、1989年3月で当番組は終了する。

## ゲストミュージシャン
- 松原みき
- 谷山浩子
- 吉幾三
- 憂歌団
- 早見優

エピソード
- 1980年3月、ブレイクする前のTHE ALFEEが公開放送にゲスト出演[4]。作曲・編曲したジングルを演奏。
- 公開放送では、松崎しげるが番組のイメージソングを張り切って歌い、歌詞を間違えて中断、歌いなおす、というハプニングがあった[5]。